# الانتخابات الرئاسية الكورية الجنوبية 1978
الانتخابات الرئاسية الكورية الجنوبية 1978 هي انتخابات غير مباشرة جرت في 6 يوليو 1978، في كوريا الجنوبية، لانتخاب رئيس كوريا الجنوبية.
فاز بالانتخابات باك تشونغ هي.